# Разработка игры The Sims

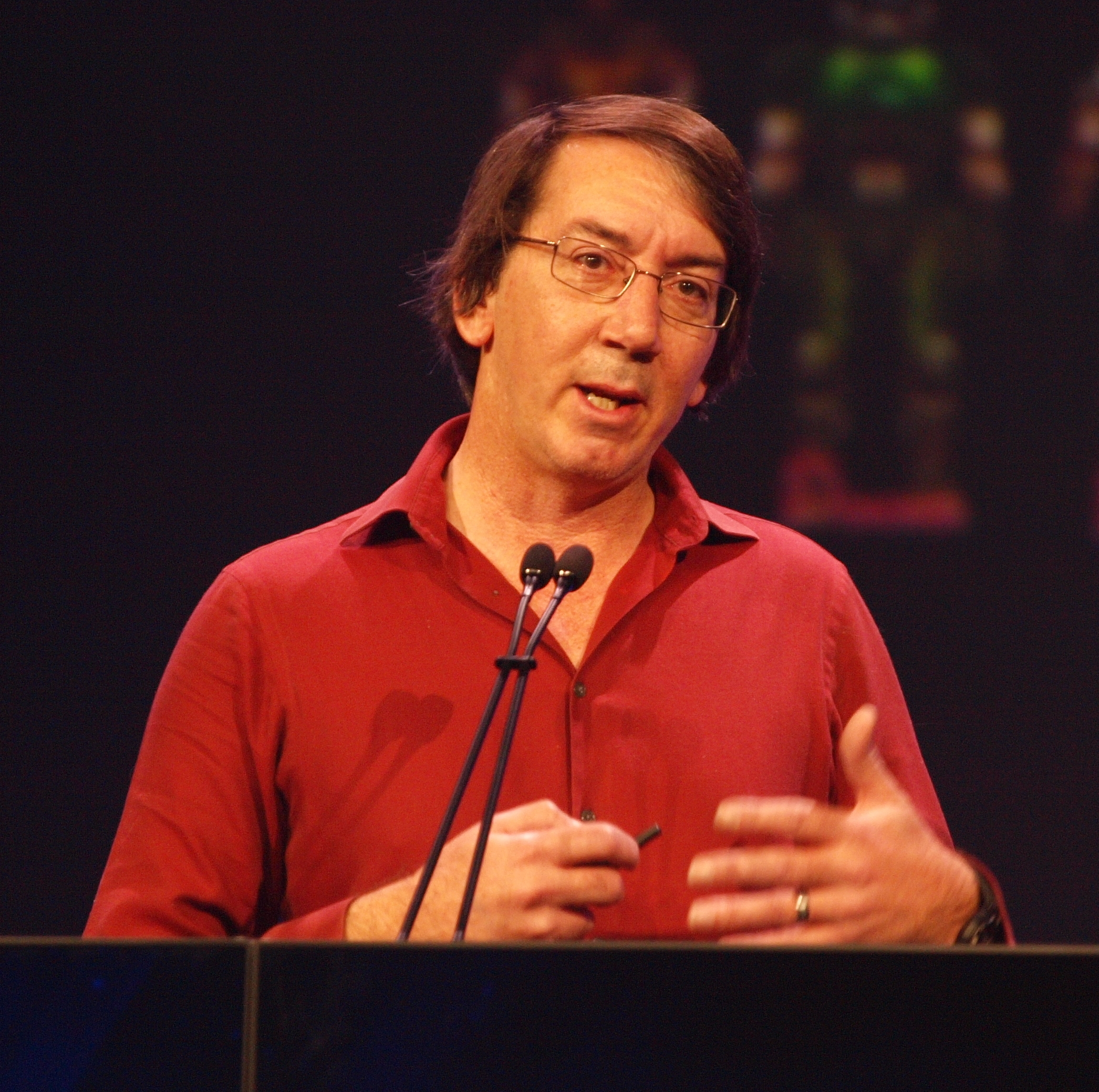
Уилл Райт, создатель игры

Игра The Sims была создана студией Maxis, известной за создание игр серии SimCity. Симулятор жизни был разработан за три года, выпущен в 2000 году и переведён на 14 языков, среди которых нет русского. Создателем и идейным вдохновителем The Sims был геймдизайнер Уилл Райт, известный за создание SimCity в 1980-е года. Он пытался создать игру, похожую на симулятор жизни ещё в 90-е годы, но встречал сопротивление со стороны его коллег в студии.
По изначальной задумке, игрок строил дом, обустраивал жилище и в конце наблюдал за жизнедеятельностью виртуальных человечков. Однако разработчики настолько увлеклись созданием искусственного интеллекта, что решили создать симулятор жизни. Потребности «симов» были созданы на основе пирамиды потребностей Маслоу. Игра имеет простую изометрическую графику из-за ограниченного бюджета, выделенного на разработку игры. Так как EA Games сомневалась в её успехе. Одновременно с The Sims велась разработка «сестринского» проекта — SimsVille, представляющего смесь The Sims и SimCity, однако его было решено заморозить и игра так и не вышла.

## Предпосылки
Идейным вдохновителем The Sims является Уилл Райт, ещё до создания The Sims он был известен за разработку градостроительного симулятора SimCity и его продолжений. Также его студия Maxis выпустила множество игр-симуляторов в 1990-е годы например SimEarth. Изначально идея о создании симулятора строительства дома пришла Уиллу Райту в 1991 году, когда после мощного огненного смерча, прошедшего по Окленду, в результате его дом был сожжён.

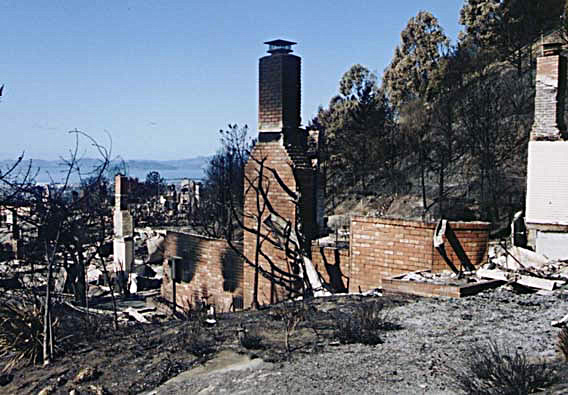
Окленд после в 1991 году, в котором сгорел дом Уилла Райта. По ходу восстановления, разработчику пришла идея об архитектурном симуляторе.

Так как Райт принимал участие в восстановлении своего дома, геймдизайнер решил в будущем воплотить свой опыт в подобие архитектурного симулятора. Ещё тогда он интересовался программами по дизайну дома, однако они как правило создавались для профессиональных дизайнеров и имели слишком сложный интерфейс, который не осилили бы простые игроки и тем более дети. При всём этом, архитектурные программы по прежнему пытались освоить простые пользователи, увлекающейся темой архитектуры. Райт загорелся желанием создать архитектурную игрушку для массового потребителя, предоставляющую простые инструменты по созданию дома и оформлению помещений в самых разных стилях, начиная с модного стиля, заканчивая средневековым замком.
Одновременно Райт был вдохновлён творчеством австрийского архитектора Кристофера Александра, продвигающего идею «языка шаблонов» в архитектуре, согласно которой зодчими могут выступать простые горожане. Кристофер выдвинул ряд правил и руководств по созданию удачного дизайна дома и интерьера. Данными правилами Райт руководствовался и при создании редактора строительства. Геймдизайнерa ещё при создании первых игр SimCity привлекала возможность самому строить здания для виртуального города.
Тогда Райту пришла в голову идея архитектурной игры, где игрок может создать здание любой формы и заселить в него персонажей, наблюдая, как они будут жить в созданном игроком пространстве. При этом по задумке геймдизайнера основной игровой аудиторией должны были стать девушки, ранее не игравшие в компьютерные игры.
Впервые о серьёзной разработке игры Райт задумался в 1993 году, после работы над искусственным интеллектом муравьёв для игры SimAnt. В игре присутствовал участок с домом, обозначенный сеткой, где жил мужчина с собакой и кошкой. После того, как игра была готова, Райта озадачил тот факт, что с точки зрения игрового процесса муравей был умнее хозяина участка, где располагался муравейник. Перед разработкой Уилл Райт также общался с несколькими разработчиками игры со схожей концепцией — Little Computer People (1985), чтобы получить советы по разработке будущего симулятора, в частности с Ричем Голдом.

## Ранние попытки создания

Изображение концепт-арта игры Dollhouse, созданное в 1990-е годы. Концепция воплощает раннюю идею Райта о прежде всего архитектурной игре, где симы должны были выступать не более, чем декоративные объекты для оживления пустого пространства.

В 1993 году Райт начал работу над прототипом игры под названием Dollhouse, или же Home Tactics: The Experimental Domestic Simulator на компьютере Commodore 64. Первоначальной задумкой игры должна была стать «архитектурная игрушка», или просто программа, которая стала бы частью более крупной игры, вероятно будущей игры SimCity и позволяла строить более реалистичные и детальные города, а персонажи в ней нужны были в качестве объектов, не наделённых интеллектом, чтобы оживлять пустое пространство дома и наблюдать, как они взаимодействуют с предметами. Сама же игра должна была выйти только на компьютерах Macintosh. Так Райт провёл два года, работая над искусственным интеллектом симов и тем, как они взаимодействовали бы с окружающим пространством. В одном из интервью разработчик признался, что «Думал долгое время над тем, как сделать поведение симов достаточно интересным и реалистичным, в не зависимости от среды, в которой их могут поместить».

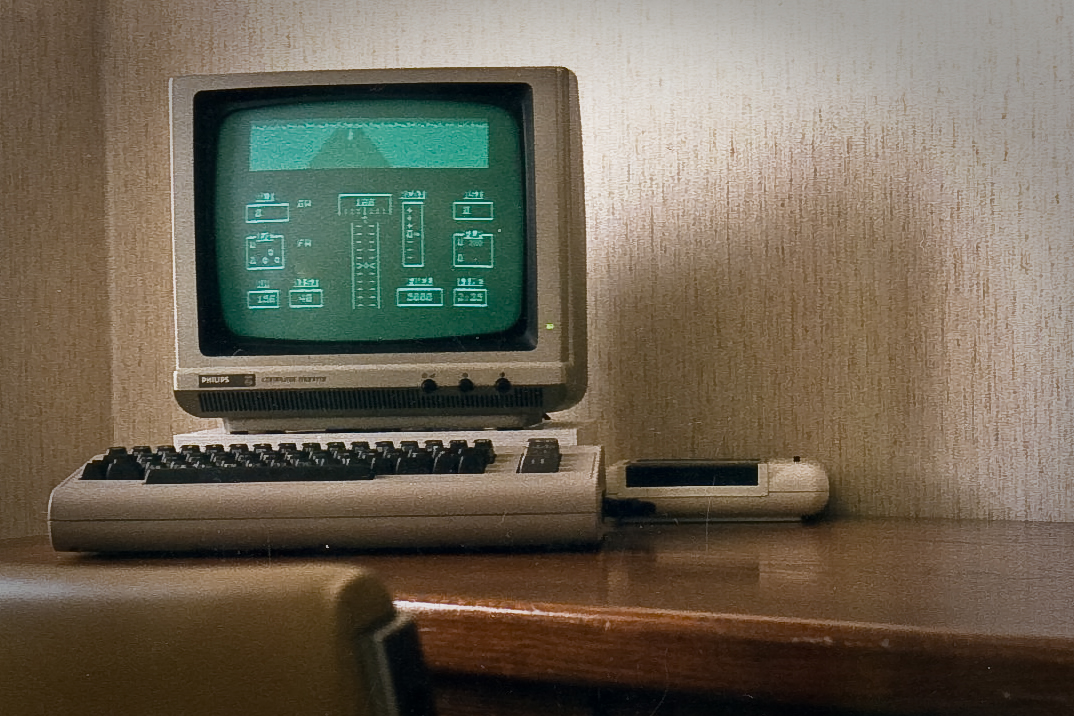
Прототип игры создавался на Commodore 64

Позже, Райт представляет Dollhouse другим разработчикам студии Maxis. Однако остальная команда пришла к выводу, что идея была самой худшей из всех проектов и при любых обстоятельствах потерпит неудачу. Проект даже в шутку называли симулятором туалета. Другая причина в неприятии идеи заключалась в том, что до тех пор из всех выпущенных компанией игр, успехом пользовались только игры серии SimCity, а остальные симуляторы в той или иной мере оказывались провальными. В свете данных событий, Maxis не решалась взять на себя расходы по разработке нового проекта.
Разрешение на разработку виртуального интеллекта компания дала добро, так как Райт в противном случае угрожал покинуть компанию и воплотить свою задумку в другой студии разработчиков игр. Компания организовала фокус-группу для обсуждения четырёх проектов, в том числе и Dollhouse. Если три первых проекта были восприняты с интересом, то симулятор людей был принят холодно, по мнению противников идеи, игроку вряд ли понравится заниматься тем, что он в своей жизни и так делает каждый день. Райт оправдывался тем, что успешную игру Myst также не хотели создавать по той же причине. Так, геймдизайнер в течение следующих двух лет занимался созданием SimCity 2000, а потом SimCopter, одновременно, в свободное время и зачастую тайно занимаясь дальнейшей разработкой поведения виртуальных людей. В это время в стремлении привлечь младшую аудиторию Maxis разработала упрощённую версию SimCity — SimTown.

Кадр из игры SimAnt 1991 года разработки Уилла Райта. На изображении видны некоторые узнаваемые черты, например обозначенный сеткой участок. Также Райт разрабатывал ИИ симов на основе ИИ муравьёв из этой игры.

Разработчик снова предпринял попытку возобновить создание симулятора людей в 1995 году, но снова получил однозначный отказ. Однако проектом заинтересовался Джейми Дорнбос, который впоследствии станет одним из ключевых главных разработчиков The Sims. Вместе с Райтом он продолжал работать над прототипом симулятора людей в течение трёх лет. Несмотря на крупные инвестиции в размере 35 миллионов долларов, поступившие Maxis после того, как она стала открытой, все симуляторы, выходящие в данный временной период имели крайне низкие продажи и сдержанные оценки критиков. Компания оказалась на грани закрытия. В это же время идею о разработке симулятора жизни проталкивал Стивен Спилберг, однако другие геймдизайнеры отговорили его от этой идеи, утверждая что игра будет заведомо провальной и прибегали в целом к тем же аргументам, что слышал Райт в свой адрес.
После того, как Maxis была приобретена EA Games в 1997 году, новое руководство оказывало ещё большее давление на Райта, тогда проект оказался на грани окончательной «смерти». Переломный момент настал, когда EA назначила нового менеджера по маркетингу Люка Бартеля, открытого для новых и смелых идей. Так он одобрил разработку SimCity 3000, которая должна была быть полностью выполнена в трёхмерной графике. Бартель также прислушался к просьбе Райта выделить средства на создание симулятора людей, давая зелёный свет разработке будущей игры. Решение о создании симулятора людей было принято во время конференции в Кёльне в 1997 году. Позже Райт признался, что сумел добиться доверия со стороны EA, однако ему приходилось снова и снова выбивать бюджет на разработку и доказывать жизнеспособность его очередной идеи. Тем не менее он выразил благодарность EA за то, что вовсе согласились инвестировать в симулятор жизни, учитывая, что крупные игровые компании крайне не охотно инвестируют в необычные проекты. Райт заметил, что в общей сложности его проект пытались отменить пять раз в подряд. Тем не менее EA вплоть до самого выпуска The Sims намеревалась наложить на игру ограничения, которые в итоге могли оказать вред как её успеху, так и репутации: во первых запрет на установку пользовательского контента, во вторых запрет на гомосексуальность.
После завершения разработки очередного проекта SimCopter, в 1997 году Райту удалось сформировать команду разработчиков из 25 и затем из 50 человек и заручиться поддержкой команды молодых программистов из Сан-Матео, которые работали над инновационными методами в программировании игрового движка.

## Искусственный интеллект
На разработку искусственного интеллекта у команды Maxis ушёл примерно один год. Над системой поведения персонажей работал Джейми Дурнбос, которые фактически выступал в роли главного разработчика игры в течение нескольких лет. Позже Райт признался что если бы игра разрабатывалась в 80-е годы, с технологиями тех лет он не смог бы реализовать ИИ в его итоговом виде, это касается и редактора строительства.

Искусственный интеллект и потребности симов создавались на основе пирамиды потребностей Маслоу

Разработка интеллекта виртуальных людей началась с учётом того, что они изначально должны были быть неигровыми персонажами. В изначальной версии игры игрок прежде всего должен был построить дом и затем наблюдать за автономными действиями персонажей. Ранняя версия игры была редактором строительства дома, а персонажи в ней выполняли декоративную роль. Симы должны были автономно выполнять разные действия и в целом имитировать жизнь в доме, а игрок пассивно наблюдал бы за ними. Разработчики стремились наделить симов интересным и правдоподобным поведением. Команда настолько увлеклась работой над ИИ человечков, что в итоге перебросила на неё свои основные ресурсы, отодвинув редактор строительства на второй план. В этот момент создатели поняли что наблюдение за жизнью людей гораздо интереснее, чем просто архитектурная игрушка и решили ввести возможность управлять виртуальными людьми. На этом этапе разработчики решили что будут делать симулятор жизни. Райт признался что в итоге симы получились слишком самостоятельными и разработчики специально сделали их глупее, чтобы игрок был вынужден чаще следить за действиями симов и отдавать им приказы.
Одна из определяющих особенностей игры The Sims — шкала потребностей. Игрок должен удовлетворять потребности сима в еде, туалете, гигиене, сне, общении, удовольствии и комфорте. Потребности создавались но основе теории пирамиды потребностей Маслоу, где внизу находятся потребности в еде, воде, кислороде, сне и укрытии, далее идут безопасность, а высшие потребности касаются например любови и уважения. Согласно этой теории, к высшим потребностям можно стремиться, удовлетворив низшие потребности. Это отражено и в системе потребностей симов. Например голодные или усталые симы откажутся общаться или развлекаться.
В качестве прототипа виртуального интеллекта был использован интеллект муравьёв из игры SimAnt 1991 года. В частности механизм реагирования муравьёв на разные феромоны, испускаемые другими насекомыми, был интегрирован в The Sims в виде того, что многие объекты на участке «зазывают» персонажей к себе. Это происходит, если игрок нажал на предмет, чтобы персонаж взаимодействовал с ним или автоматически, если шкала потребностей сима низка. Например, персонаж всегда найдёт путь к доступному туалету или холодильнику, даже если он их никогда не видел и не знает, где они должны находиться. Так самым первым созданным предметом, с которым взаимодействовали симы, стал унитаз.
Хотя игрок этого не замечает, в игре представлены два типа агента — симы и объекты, с которыми они могут взаимодействовать. ИИ симов ограничен взаимодействием между собой, а взаимодействие с объектами и удовлетворение потребностей — это фактически подчинение сима этим самым объектам. Они, представляют собой вторую форму искусственного интеллекта, которые отслеживают потребности сима и отдают им приказы взаимодействовать с собой, также агенты-предметы взаимодействуют между собой, чтобы создавать иллюзию последовательности действий сима. Уилл Райт назвал данную технологию «умным ландшафтом» (англ. smart terrain). Райт старался описать технологию умного ландшафта следующим образом: «В случае низкого показателя голода у сима, холодильник на участке передаёт ему сигнал
„у меня есть продукты“ затем продукты говорят „нас нужно нарезать“ а затем микроволновка говорит „порезанные продукты нужно поместить в меня“. С точки зрения игрока сим выглядит мотивированным и увлечённым процессом готовки, хотя по сути он подчиняется согласованным указам окружающих предметов». Благодаря такой системе, разработчики могли расширять игровой процесс дополнениями, не переписывая искусственный интеллект.
Во время разработки было создано множество разных ситуаций, на которые персонаж должен был правильно реагировать, чтобы его поведение выглядело в глазах игрока более правдоподобным и «человечным». По словам Райта, создавать новые объекты для игры было очень просто, основная сложность заключалась в создании приемлемых взаимодействий персонажей друг с другом и с разными объектами. Взаимодействий было очень много, поэтому их надо было упорядочить, чтобы во время прохождения не возникла путаница. Райт рассказал одну интересную ситуацию, когда вызванный электроремонтник во время выполнения своей работы получил смертельный удар током от телевизора, после чего его призрак продолжал ночью чинить приборы на участке.

## Графика и игровой дизайн
Из-за ограниченного бюджета, выделенного на разработку игры, команде пришлось пойти на несколько важных компромиссов. Райт заметил, что его команда не хотела ставить непосильные задачи и они должны были закончить разработку с выделенным бюджетом и в назначенные сроки. Графику в игре было решено сделать двухмерной, изометрической. Уилл Райт заметил, что у них не хватало средств на проработку малых деталей, в противном случае игрокам пришлось бы разглядывать низко полигональных персонажей с их грубоватыми движениями.

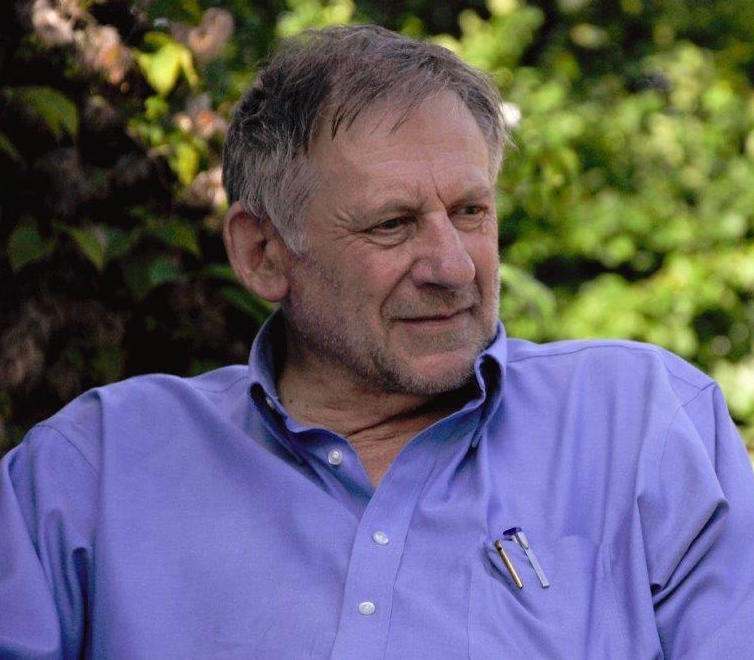
Кристофер Александр, автор идеи «языка шаблонов», согласно которому архитекторами зданий могут становиться простые горожане, его работы стали вдохновением для создания редактора строительства дома в The Sims

Поэтому передвижения камеры были решено ограничить таким образом, чтобы игрок смотрел на персонажей с верху и с некоторого расстояния, словно из балкона верхнего этажа. Окружающий мир и объекты представляют собой двухмерные спрайты, с которыми взаимодействуют трёхмерные персонажи. Упрощённая графика и отдалённость камеры от симов в какой то момент стала частью философии игры. Внешность симов, их движения и впоследствии вымышленный язык намеренно созданы абстрактными, чтобы игрок мог легче представить себя на их месте и восполнять собственными фантазиями недосказанные элементы. Хотя симы в игре не стареют, они могут заводить детей. Для этого в игру была введена генетика, определяющая внешность ребёнка по 25 признакам.

В бета-версии игры симы обладали более стилизованной внешностью.

Уилл Райт заметил, что во время разработки, команда всегда опиралась на мнение игроков и пыталась выявить, чего бы они больше всего желали видеть в игре, для этого разработчики изучали мнение игрового сообщества SimCity 3000 и переписывались с 30 администраторами фанатских сообществ каждую неделю. Так как люди разговаривают на вымышленном языке, было уделено особое внимание невербальному общению персонажейː движениям, жестам и интонации, чтобы игроки «понимали их без нужных слов». Данный аспект был крайне важным, так как игрок не мог наблюдать за выражением лица персонажа. При разработке поведения разработчики вдохновлялись научными трудами известного психолога Энтони Роббинса.
Дизайнеры хотели создать настолько простой и удобный интерфейс в игре, что он перерабатывался с нуля одиннадцать раз. Команда учитывала опыт создания слишком громоздких интерфейсов в успешных играх-симуляторах Civilization, SimCity, для полного отображения которых требовалось несколько компьютерных дисплеев. Для достижения этой цели, создатели прибегли к особой стратегии, прозванной «Сleenex Testing». Во время бета-тестов игроки допускались лишь один раз и на короткое время к игре. Они получали задания от разработчиков, которое должны были выполнить за короткое время. Потом они рассказывали о том, что им не нравилось в игре, а что было слишком сложно. После чего игрока больше никогда не подпускали к игре и приглашали новых игроков. На основе отзывов, разработчики перерабатывали интерфейс и игровые механики, пока новые игроки не начинали оставлять положительные отзывы.
Через полгода после начала разработки программисты пришли к выводу, что игру можно вечно расширять и дополнять; в противном случае, по словам Райта, студия закончила бы создание проекта на год раньше. Руководитель проекта называл прототип «кукольным домиком», однако наблюдая за тем, как приглашённые в студию Maxis двенадцатилетние подростки проявляют большой интерес к игре, он решил отказаться от этого названия в пользу имени, связанного со словом симулятор. По воспоминаниям Райта, один из мальчиков спросил, можно ли убивать симов? Тогда разработчики решили ввести возможность смерти персонажей от разных несчастных случаевː в первую очередь от пожара, удара электрическим током и голода.
При создании игры разработчики не ожидали, что она станет очень популярной, поэтому в игру было вложено мало денег. Разработчики были уверены, что симулятор в лучшем случае разойдётся 158 тысяч экземпляров, но в результате было продано 40 миллионов копий (вместе с дополнениями). Одновременно с The Sims шла разработка другой игры, SimsVille, в которой игрок не контролировал персонажей и проектировал здания напрямую, но мог управлять городком и наблюдать за его жителями. Игра позволяла застраивать городок лишь готовыми зданиями-болванками, внутри которых нельзя наблюдать за действиями симов. После успеха The Sims, разработчики решили заморозить данный проект, однако игровой процесс были воплощён в последующих частях серии. По состоянию на сентябрь 1999 года, симулятор проходил бета-тестирование, в процессе которого, разработчики дорабатывали музыкальное сопровождение и исправляли найденные ошибки в геймплее.

## Этические вопросы
Мир The Sims представляет собой аллюзию на американскую субурбию и является сатирой на американскую культуру потребительства. Уилл Райт сравнивал её с миром американского телевидения или псевдоамериканским миром ситкома, но не идентичным реальному американскому сообществу. Разработчики стремились создать достоверную симуляцию жизни, но это также подразумевало включение спорных или даже табуированных тем, связанных с насилием и сексом. Тем не менее игра должна была выйти с рейтингом, подходящим для детей. Необходимо было решить темы, связанные гомосексуальностью, насилием в семье, жестоким обращением с детьми и педофилией, что можно было оставить, а что — исключить. Также необходимо было учитывать и культурные особенности стран, где выходила The Sims. То что в одной стране будет считаться обычным — в другой будет выглядеть недопустимым из-за другой культуры.

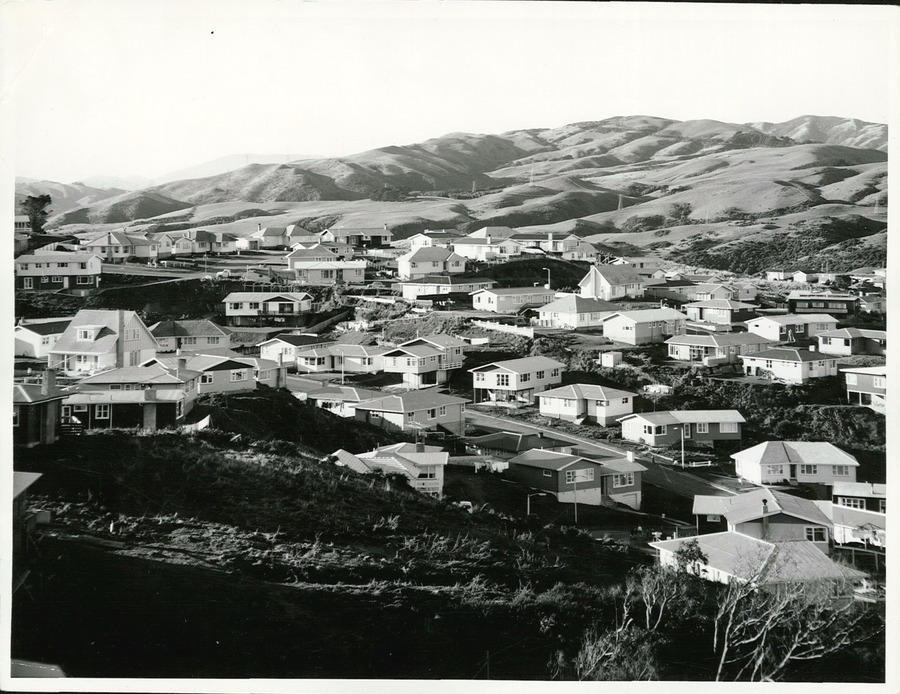
Основой для вымышленного городка послужил американский пригород

Например, практически любые взаимодействия, связанные с эротикой и сексом, было решено подвергнуть цензуре, чтобы не повышать рейтинг игры. Тем не менее полностью исключать секс было нельзя, так как симы не могли бы заводить детей. Разработчики решили всё таки добавить любовные сцены, как важную часть симуляции жизни, а секс изображён в виде «трясущейся кровати» со спрятанными под одеялом симами. Некоторые слишком спорные темы, такие как педофилия, разработчики решили полностью исключить, к другим темам, как насилие в семье отнеслись с осторожностью: например, взрослые симы могут совершать друг против друга действия насильственного характера. С одной стороны разработчики желали показать, как может развиваться конфликт между персонажами, но с другой стороны не прекращались споры о том, что это может стать почвой для симуляции домашнего насилия внутри семьи, у многих разработчиков вызывал дискомфорт факт того, что мужской персонаж может применять насилие против женского персонажa. Поэтому например было решено ограничить возможность насильственных действий симов противоположного пола; пощёчина, сделанная женщиной женщине или мужчиной — мужчине выглядит более резко и жестоко.
Вопрос также возникал относительно смерти в игре. На ранних этапах разработки её было решено не добавлять в The Sims. Однако некоторые дети, попробовавшие симулятор во время бета-тестирования, пожелали видеть то, как могут умереть симы. Линдсей Пирсон, одна из разработчиц призналась, что смерть является неотъемлемой частью симуляции жизни, «частью цикла». Разработчики исключили возможность напрямую убивать управляемого персонажа, или чтобы персонаж мог убить другого сима. Вместо этого игрок должен создать условия, при которых персонаж погибнет, также смерть является элементом внезапности в The Sims, сим может погибнуть в результате «несчастного случая». Также из этических соображений дети не могут умирать в игре.
Уилл Райт с самого начала рассчитывал, что игра будет нацелена на женскую аудиторию и поэтому он хотел избежать отражения мира через мужскую точку зрения и особенно осторожно подойти к изображению гендерных ролей и стереотипов о женщинах и мужчинах. Помимо прочего игровой процесс в целом должен был быть интересным для девочек, но как точно его сделать таким — Райт не знал. Специально для решения данной проблемы геймдизайнер решил привлечь в команду разработчиков как можно больше женщин, которые в итоге составили 40 % из всей команды, что стало исключением для своего времени. Райт также отдельно изучал предпочтения женских игроков во время бета-тестов. Он обнаружил что девочки особенно интересовались режимом покупки и медленно продумывали ход действий управляемых симов, предпочитая скорее пассивно наблюдать за развитиями событий. Райт понял, что геймплей, требующий принимать быстрые решения наоборот отпугивал девочек. Помимо прочего, геймдизайнер также советовался с собственной дочерью и воплотил в игре несколько её идей. Тем не менее ранний прототип оказался слишком ориентированным на девочек и фокус-группы отрицательно отзывались об игре, в итоге игру было решено переработать, чтобы сделать её более гендерно нейтральной и ориентированной в том числе и на мальчиков. Симулятор в том числе переименовали из Dollhouse в The Sims

### Однополые отношения
Отдельная история сложилась вокруг гомосексуальных отношений. Уилл Райт стремился создать игру, предоставляющую максимальную свободу выбора, например, сделать возможными однополые отношения, разводы, принятие в семью приёмного ребёнка или даже создать образ бездомного студента-художника. Однако вопрос о допустимости однополых отношений возник ещё на начальных стадиях разработки игры, что привело к спорам среди разработчиков. Хотя в истории игровой индустрии уже появлялись игры, где присутствовали гомосексуальные отношения, но The Sims могла бы стать первой игрой, где подобные отношения демонстрировались бы так открыто. В результате руководство EA Games наложило вето на однополые отношения, боясь возможных негативных последствий. Программист Патрик Баррет, присоединившийся к команде разработчиков ещё в 1998 году, будучи геем, открыто выступил против данного решения. Он заметил, что в игре должен был быть прописан скрипт, при котором любые попытки романтических взаимодействий с персонажем одного пола заканчивались бы пощёчиной. Баррет назвал это формой гомофобного насилия. Тем не менее остальные разработчики решили просто игнорировать темы Баррета, связанные с гомосексуалами. Однако Баррета лично поддержал Уилл Райт. Как позже признался программист, запрет гомосексуальности был вызван не столько гомофобией руководства EA, сколько страхом перед тем, что общество может подвергнуть будущую игру шквалу критики или начать угрожать разработчикам. Баррет во время разработки социальных взаимодействий всё-таки прописал код, позволяющий персонажам одного пола заводить любовные романы. Остальные разработчики не препятствовали ему, ожидая, что начальство EA Games в любом случае наложит запрет.
В 1999 году Патрику Баррету поручили создать демонстрационную версию The Sims с использованием трёх разных сцен, которая должна быть показана на выставке E3. Так как времени на проработку сцен было дано мало, в одной из сцен со свадьбой Баррет решил включить свободную симуляцию. Так на выставке в процессе симуляции две девушки на свадьбе влюбились в друг друга и поцеловались. Многие зрители восторженно оценили данный момент. Сам Баррет боялся, что после этого издатель может принять репрессивные меры или даже начнётся преследование со стороны неизвестных лиц, к счастью для сотрудника никакой реакции не произошло и даже в социальных сетях отсутствовали какие-либо обсуждения на тему гомосексуальности. Впоследствии разработчики решили снять ограничения на однополые отношения в The Sims По сути каждый персонаж в игре является бисексуалом, то есть он может поддерживать как и разнополые связи, так и однополые. Однако возможность заводить однополые отношения является чисто опциональной возможностью, а не существенной частью геймплея. То есть если игрок не будет стремиться к однополым отношениям, то он и не заметит их существование в игре.
В китайской локализации по требованию китайской цензуры была убрана профессия «Преступность» и была заменена профессией «Мима».

## Музыка

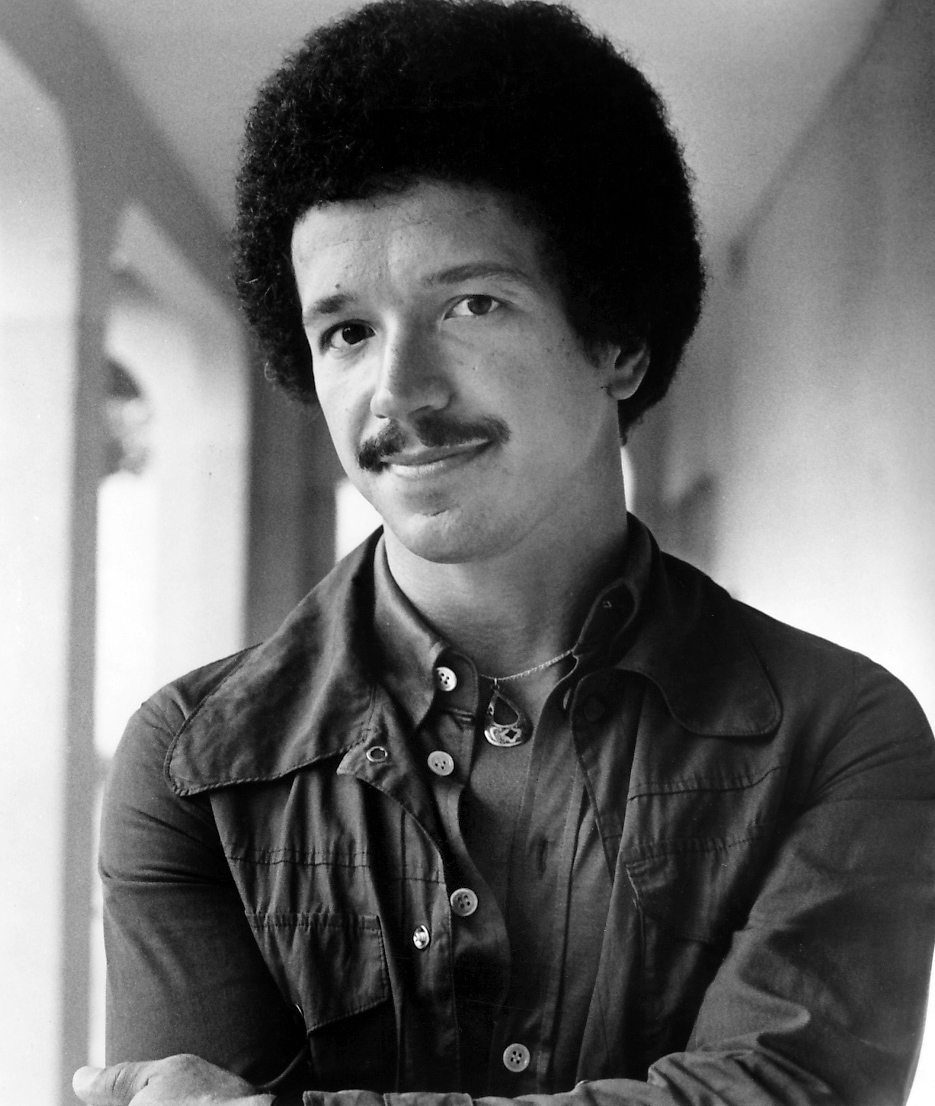
Стиль фоновой музыки к The Sims был вдохновлён композициями пианиста Джаррета Кита

Изначально работу над саундтреком к The Sims вёл Джерри Мартин, по совместительству звуковой директор студии Maxis. Раннее, он создавал мелодии к таким играм, как SimCity 3000 и SimCopter. The Sims стала для Джерри последним проектом в Maxis. Композитор записывал мелодии в гараже своего дома, где организовал домашнюю студию. Его основная цель заключалась в создании расслабляющей и созерцательной музыки, так как предполагалось, что игроки значительную часть игрового времени в игре будут тратить на обустройство дома в режиме строительства. Джерри Мартин должен был создать музыку, которую игрок мог бы расслабленно слушать часами. При этом композитор признался, что для него было трудно создавать намеренно ненавязчивую музыку, заметив, что «вы должны создать мелодию таким образом, чтобы она была достаточно интересной, но недостаточно интересной, чтобы отвлекать внимание игрока».
Так, композитор решил выдержать мелодии в стиле ню-джаз и привлёк к проекту Марка Руссо, саксофониста, который жил по соседству с Мартином. В итоге Мартин договорился, что Руссо будет сочинять соло на саксофоне, чтобы затем Мартин обрабатывал полученную звуковую дорожку и включал в конечную мелодию, которая затем войдёт в The Sims. На этой почве у музыкантов постоянно возникали ссоры, так как Мартин чаще всего мог отринуть большую часть идей Руссо, оставив лишь 3-4 такта из середины мелодии и заставляя саксофониста порой «рвать на себе волосы». Поняв, что в таком режиме им сложно сотрудничать, они привлекли к участию пианиста Джона Барра, которому удалось разрядить обстановку, дополнив записанные саундтреки свободной импровизацией на пианино. Хотя в отличие от Руссо, Барр не указан, как один из композиторов саундтрека, его пианино звучит почти в каждой мелодии. Барр заметил, что сам вдохновлялся творчеством джазового пианиста Кита Джарретта. Также для The Sims было записано несколько мелодий только с участием фортепьяно в жанре нью-эйдж.
Мартин однако признался, что в итоге созданные мелодии скорее совмещали в себе разные музыкальные жанры, но с сохранением духа джаза, это также становилось причиной того, что игроки не могли причислить мелодии к подходящему жанру. В целом, из-за того, The Sims планировалась, как малоизвестная игра с низким бюджетом, Джерри Мартину была предоставлена полная творческая свобода и возможность самому распоряжаться своим проектом. Время от времени, он советовался с Уиллом Райтом, создателем The Sims, который также хотел включить в игру мелодии, доступные с покупкой радиостанции. Данные песни включали в себя такие жанры, как кантри, босанова и классическую музыку.

## Озвучивание
The Sims примечательна тем, что её персонажи разговаривают на искусственном языке — симлише. Уилл Райт изначально не желал записывать диалоги персонажей на английском языке, так как речь виртуальных человечков должна была по его словам придать лишь иллюзию реальности, а не звучать, как настоящий язык общения. Главную роль играла подача в игровом процессе и невербальное общение, а язык наоборот не нёс никакую информацию, игрок бы сам додумывал, что говорят наблюдаемые симы. Сначала у Райта возникла идея встроить в игру искусственный интеллект, генерирующий диалоги симов, однако впоследствии было решено записать диалоги с участием не английского языка. Это должен был стать малоизвестный язык, который почти никто не учил и на котором говорило малое количество людей. Сначала выбор разработчиков пал на украинский язык, так как некоторые из разработчиков были родом из Украины. Однако впоследствии было решено отказаться от данной идеи, так как «получилась бы явная ассоциация со славянами». Потом была предложена идея ввести эстонский язык, но затем выбор пал на навахо. Райт восхищался индейцами, работавшими радистами-шифровальщиками во время Второй мировой войны. Тем не менее найти озвучивающих актёров на навахо оказалось слишком сложно, впоследствии было решено разработать искусственный язык, представляющий собой импровизацию из нескольких языков. Над созданием симлиша работали Уилл Райт и Марк Гимбел.
Симлиш должен был решить две существенные проблемы; необходимость перевода всех диалогов на другие языки и эффект повторяющихся диалогов, которые быстро начинали резать ухо игрока. Райт утверждал, что «даже если бы мы использовали пять компакт-дисков только для голосов, игрок рано или поздно заметил бы, что слышит одни и те же голосовые клипы». Прототипами для симлиша стали навахо, латинский, английский, французский, украинский, финский и тагальский языки.
Так как большинство диалогов в игре — это общение двух симов, актёры озвучивания также записывали диалоги в паре, чтобы диалоги звучали естественнее. Перед этим они смотрели готовые анимации симов. Во время записи голосов актёры могли импровизировать и придумывать собственные слова. Со слов работников звукозаписывающей студии, наибольшее впечатление производили актёры озвучивания Джерри Лоурор и Стивен Кирин, которые своей импровизацией могли доводить коллег до слёз от смеха вплоть до того, что у одного из сотрудников треснуло ребро. Стивен Кэрин озвучивавший один из мужских голосов к The Sims и затем The Sims 2 признался, что это странное чувство для малоизвестного актёра понимать, что его голос узнают миллионы игроков.

## После выхода
После выпуска игры, разработчики сосредоточились на разработке версии игры для компьютеров под операционной системы Mac OS, а также выпуске бесплатных приложений, расширяющих возможности игры. Разработчики пообещали, что часть из этих приложений будет доступна и для пользователей Mac.
Изначально, во время разработки The Sims, команда не задумывалась о возможном выпуске дополнений. Сам симулятор рассматривался, как побочная игра в серии SimCity. Райт даже признался, что если бы знал об успехе The Sims, он потребовал бы дать ему ещё один год на разработку, чтобы расширить базовый геймплей и добавить как можно больше дополнительных функций, которые в итоге присутствуют в имеющихся расширениях. В случае провала игры, разумеется никакой речи о дополнениях не шло бы. Ещё в 2000 году, да начала взятия курса на разработку платных дополнений, разработчики Maxis планировали поддерживать игру бесплатными материалами. Так, Уилл Райт обещал, что также добавит бесплатно в качестве загружаемого контента множество новых вещей, включая собак с кошками, впоследствии они были добавлены в составе платного дополнения 2002 года — The Sims: Unleashed. В течение 2000 года, создатели загружали на официальном сайте множество бесплатных для скачивания материалов, среди которых например были слот-машина или стойка для диджея. Выпуская предметы, создатели в том числе сотрудничали с домом моды.
Тем не менее после колоссального успеха первого пакета расширений Livin in Large, проданного в двух миллионах экземпляров, команда взяла курс на выпуск платных расширений. Перед созданием очередного дополнения, разработчики изучали наиболее частные запросы игроков и пользовательские материалы, которые пользовались наибольшей популярностью. Особенный интерес фанаты демонстрировали к таким дополнениям к игре, как The Sims: Unleashed и The Sims: Hot Date. По задумке разработчиков, одно из дополнений вводило бы многопользовательский решим, позволяющий посещать в режиме реального времени дома других игроков, в свою очередь их компьютер работал бы как сервер. Однако EA Games желала создать отдельную многопользовательскую игру с абонентской платой, что в итоге вылилось в разработку The Sims Online. Разработчики также заметили, что в теории могли бы выпустить гораздо больше расширений, чем семь, учитывая, что каждый такой пакет при малых ресурсных затратах на создание приносил EA колоссальные денежные доходы. Однако основная трудность их разработки была связана с тем, что при создании очередного расширения требуется проверять его на предмет совместимости со всеми предыдущими дополнениями. Например при выпуске Makin Magic, седьмого и последнего дополнения, разработчикам приходилось тестировать его совместимость, используя 64 разных комбинаций. Ситуация усложнялась несовершенством игрового движка, изначально не предназначенного для его расширения дополнениями.